# Ilja Wladimirowitsch Kuleschin
Ilja Wladimirowitsch Kuleschin (russisch Илья Владимирович Кулешин; * 29. August 2000 in Tula) ist ein russischer Fußballspieler.

## Karriere
Kuleschin begann seine Karriere bei Arsenal Tula. Zur Saison 2020/21 rückte er in den Kader des Farmteams Chimik-Arsenal. Für dieses kam er in jener Saison zu 28 Einsätzen in der Perwenstwo PFL. Zur Saison 2021/22 schloss er sich dann der neu geschaffenen Reserve Arsenals an. Im Februar 2022 stand er auch erstmals im Profikader Tulas. Sein Profidebüt in der Premjer-Liga gab er anschließend im Mai 2022 gegen Ural Jekaterinburg. Mit Arsenal stieg er zu Saisonende aber aus dem Oberhaus ab.